# Patos do Piauí
Patos do Piauí là một đô thị thuộc bang Piauí, Brasil. Đô thị này có diện tích 723,273 km², dân số năm 2007 là 6239 người, mật độ 8,63 người/km².